# Taronger agre
El taronger agre, amarg o bord (Citrus aurantium subsp. amara) també considerat sovint com a híbrid (Citrus x aurantium), és un arbre conreat pels seus fruits, fulles o flors també com ornamental o per empeltar–hi altres cítrics. Citrus, prové del grec, i significa llimona; aurantium, del llatí, significa daurat en referència al color de seus fruits. Tant el taronger dolç com l'agre o amargant pertanyen a la família de les Rutàcies, al gènere Citrus i a l'espècie aurantium encara que sovint es descriu el dolç com de l'espècie sinensis o la varietat dulcis. A més, tenim la subespècie bergamia que es coneix popularment com a bergamota).

## Ecologia i distribució
El taronger amarg és originari de l'Àsia oriental (Nord-est de l'Índia) i es cultiva a la costa mediterrània des de l'antiguitat. El seu cultiu s'ha estès per totes les zones temperades del món. A diferència, el taronger dolç és originari de la Xina i està més estès com a cultiu.

## Descripció botànica
És un arbre de fins a 10 metres d'alçada amb la capçada molt arrodonida i tiges espinoses. Les fulles són aromàtiques, de color verd brillant, fan 5-10 cm de llarg i són simples, el·líptiques, normalment acuminades, enteres, coriàcies i amb el peciol alat. Les flors són de color blanc els estams són més grossos que en la subespècie dolça. Androceu amb els estams soldats pels filaments. Gineceu amb 6 a 12 carpels soldats amb el gineceu sincàrpic i l'ovari súper. El fruit és una baia singular que rep el nom d'hesperidi. Un hesperidi és un fruit carnós que té un endocarpi amb membranes que contenen vesícules de suc. El mesocarpi és la part blanca que és eixuta i no té suc. L'exocarpi és la pell glandulosa que conté essències. Aquest hesperidi en la taronja agra és més rugós i més gruixut i de sabor amargant.

## Usos medicinals
Els òrgans utilitzats com a medicinals són les fulles, les flors (tarongina), el fruit sense madurar i el pericarp del fruit immadur, quasi madur o madur. Els principis actius són:
- Fulles: oli essencial (0,3%), compostos de carburs terpènics, alcohols terpènics, antranilat de metil (d'on prové l'olor), flavonoides, compostos amargs, betaína, estaquidrina i hesperidósid. Són aromàtiques, sedants i amargues.
- Flors: contenen fins a un 0,2% d'un oli essencial anomenat neroli. Les flors o tarongina s'utilitza en estat fresc. Té unes importants activitats espasmolítiques, sedants en produir una depressió del sistema nerviós central, disminuint el període d'inducció del son. Són aromàtiques
- Fruits verds: contenen d'un 0,7% a un 2,5% d'oli essencial i àcids nítric i màlic. El fruit no madur es fa servir com estimulant de la gana i amargant. El pericardi s'utilitza com a estimulant de la gana en problemes digestius amb dolors abdominals i vòmits. També com a sedant lleuger. Se sol barrejar amb altres sedants com la valeriana, així el seu efecte augmenta. Estimula les papiles gustatives, les quals per un efecte reflex augmenten la producció de sucs gastrointestinals, estimulant la gana.
- Pericardi del fruit: la pell de la taronja amargant dessecada conté fins a un 2,5% d'oli essencial, alcaloides, carotens, furanocumarines i flavonoides.

## Toxicitat
S'utilitza la droga polvoritzada, infusions, extracte fluid, tintures i xarops. No és recomanable l'ús de l'oli essencial del taronger durant un període prolongat de temps o a dosis majors de les recomanades degut a la seva possible neurotoxicitat.

## Altres usos

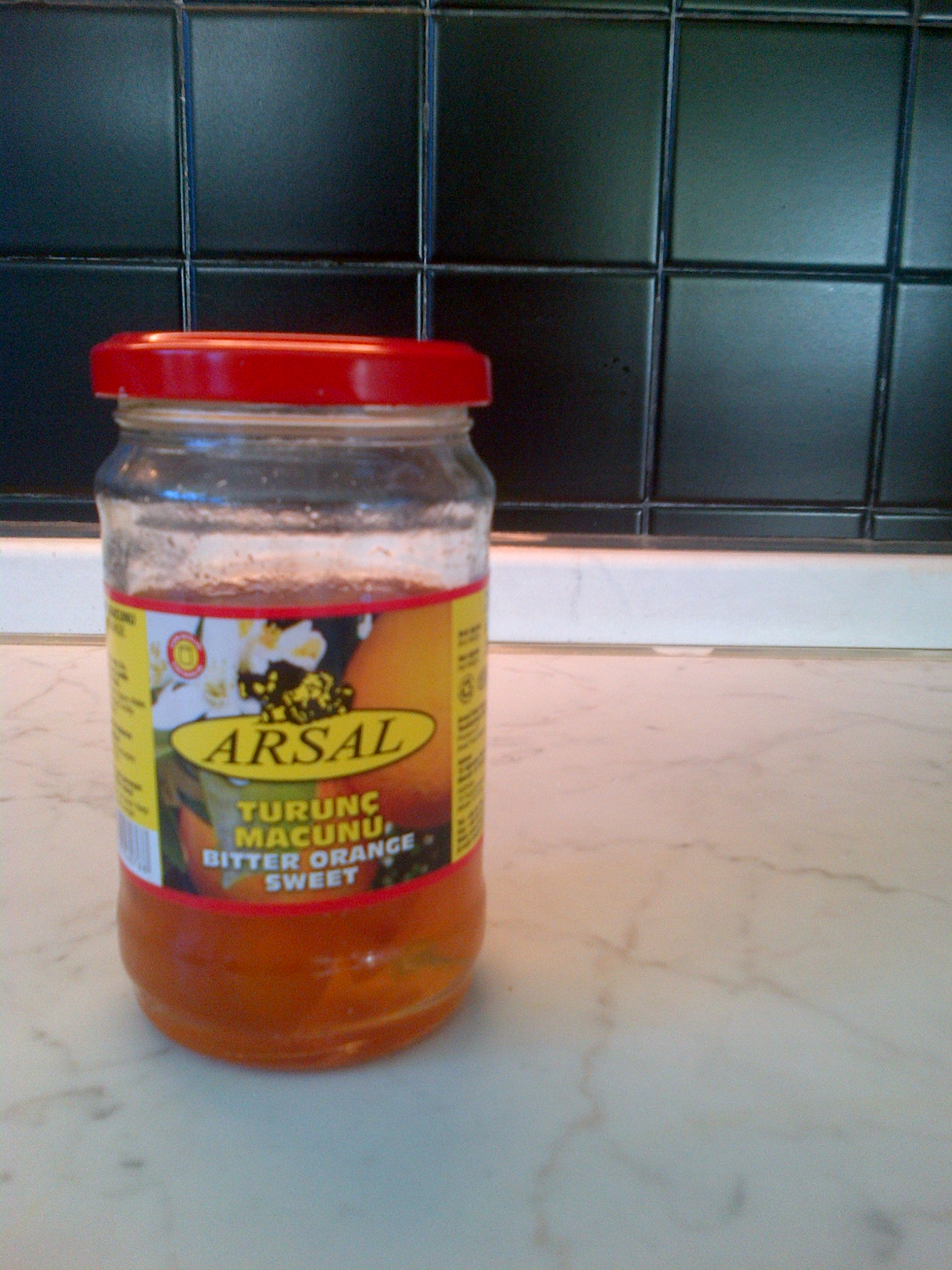
"Macun" (dolç tipus melmelada) de taronja amarga de la República Turca de Xipre del Nord

- Com a portampelt: és resistent, fins a cert punt al fred, a l'asfíxia radical, a la calç i a la majoria de fongs i de virus excepte el de la tristesa. Quan va aparèixer el fong del terra anomenat Phytophtora es van empeltar tota mena de cítrics sobre el taronger agre, quan el problema va passar a ser el virus de la tristesa aquest tipus de taronger només va servir per empeltar llimoners.[5]
- Obtenció de derivats: melmelades, licors com el Curaçao, olis essencials, neroli, tarongina (extreta de les flors).[6]

- Ornamental: Es fa servir en jardineria de zones càlides per ser el cítric més resistent i per la fragància i bellesa de les flors.[7]

## Conreu
Al segle x els àrabs introduïren el conreu del taronger agre i no va ser fins al segle xv que els genovesos van portar el taronger dolç. El conreu és molt similar al de qualsevol cítric. Es diferencia perquè és un arbre més rústec que suporta millor el fred, la calç en el terra i més resistent a plagues i malalties, especialment pel que fa a virus i fongs de les arrels. En canvi no suporta el virus de la tristesa dels cítrics.